# Granville Square
Granville Square ist ein Wolkenkratzer im Stadtteil Downtown von Vancouver, British Columbia, Kanada. Das Gebäude befindet sich in der 200 Granville Street im Vancouver’s Financial District. Es wurde 1973 fertiggestellt und ist 142 m hoch und verfügt über 30 Etagen.
Das Gebäude wurde von Marathon Realty gebaut und diente als Hauptsitz der Canadian Pacific Railway. Heute befinden sich dem Gebäude Büros der Tageszeitungen The Vancouver Sun, The Province und Mezzanine. Auf dem Dach befindet sich der Vancouver Harbour Flughafentower, der an und abflüge der Wasserflugzeuge koordiniert. Es ist der höchste Flughafentower weltweit.
Das Gebäude befindet sich in Besitz von Cadillac Fairview, einem kanadischen Immobilienunternehmen.

## Galerie

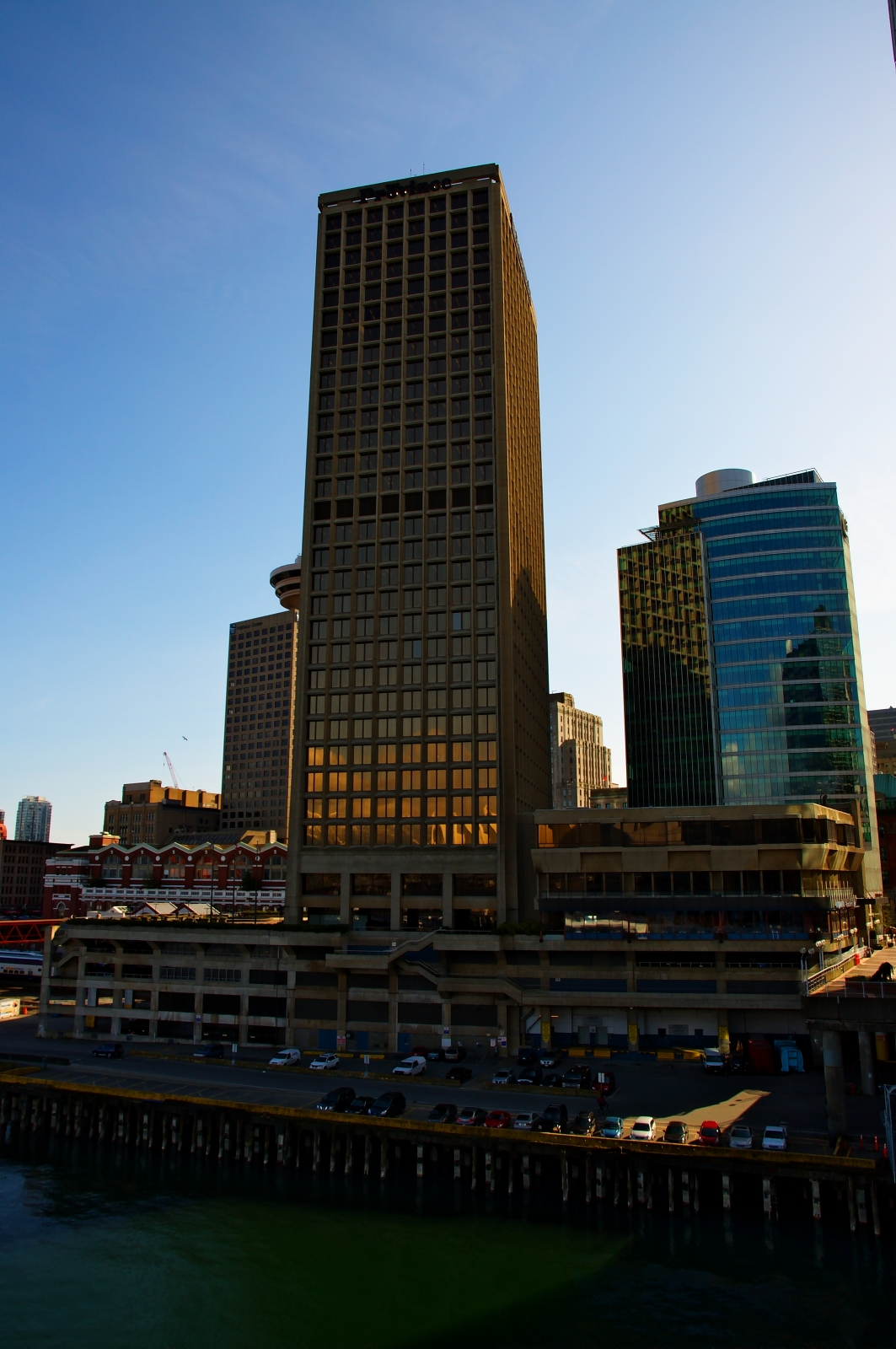
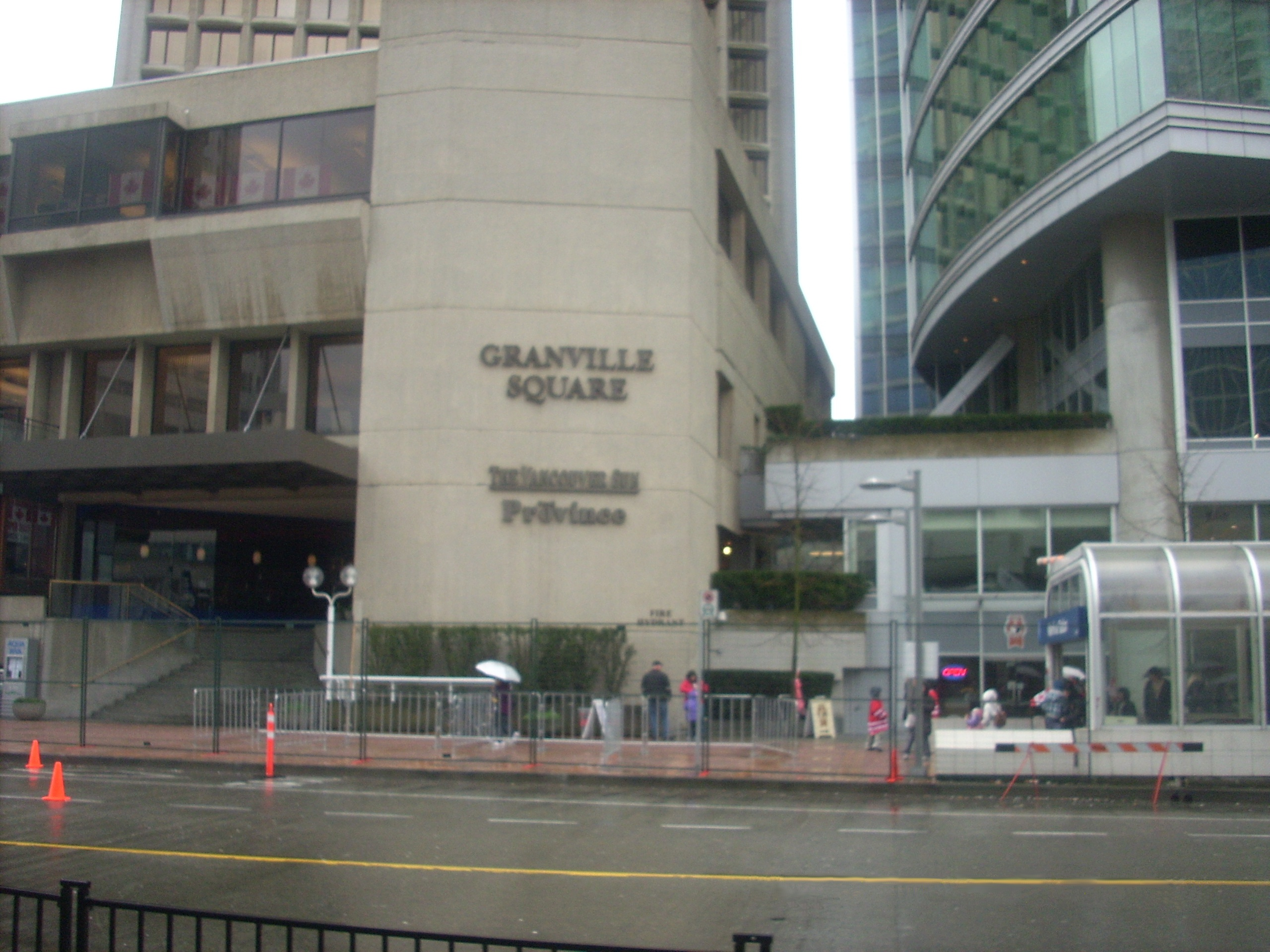
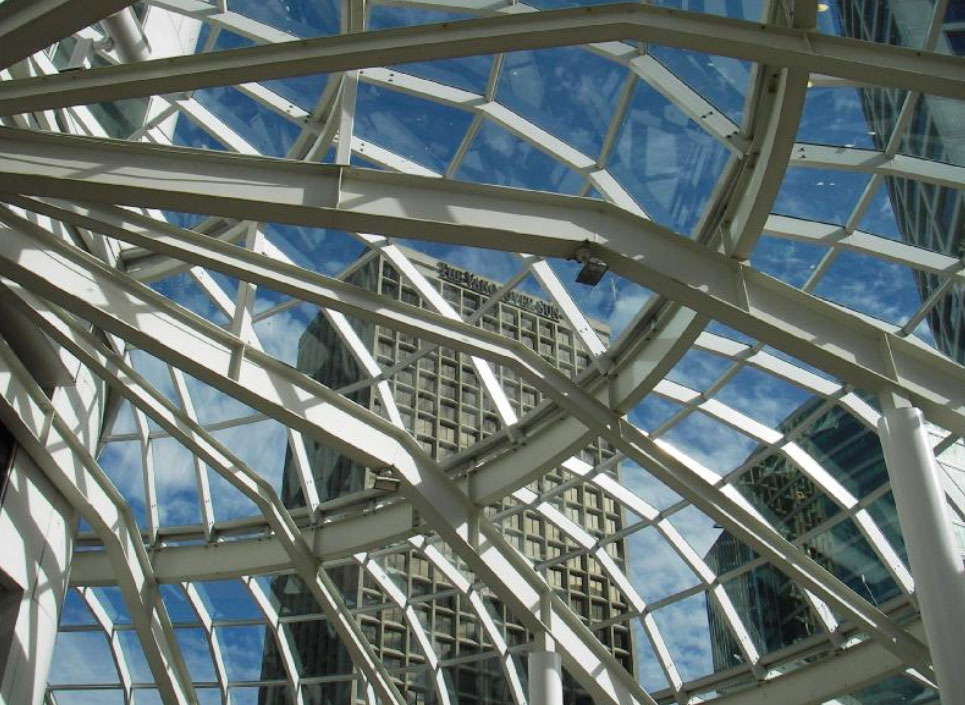